# Trichoniscus alexandrae
Trichoniscus alexandrae är en kräftdjursart som beskrevs av S. Caruso 1978B. Trichoniscus alexandrae ingår i släktet Trichoniscus och familjen Trichoniscidae. Inga underarter finns listade i Catalogue of Life.